# What/If
What/If (deutsch „Was/Wenn“) ist eine US-amerikanische
Neo-Noir-Fernsehserie von Mike Kelley mit Renée Zellweger in der Hauptrolle. Sie wurde am 24. Mai 2019 auf Netflix veröffentlicht.

## Handlung
Eine idealistische Wissenschaftlerin und ihr Ehemann bemühen sich verzweifelt, die Finanzierung für ihren MedTech-Startup zu sichern. Sie schließen daraufhin einen Vertrag mit einer mysteriösen Investorin, Anne Montgomery (Renée Zellweger). Anne erkennt Lisas Potenzial (Jane Levy) und macht ihr ein unerwartetes Angebot. Zu diesem Angebot gehört nicht nur Geld, sondern auch eine Bedingung: Anne möchte eine Nacht allein mit Lisas Ehemann Sean (Blake Jenner) verbringen. Eine Verschwiegenheitsklausel in diesem Vertrag untersagt Sean, über die Nacht mit Anne zu reden. Sollte er sich darüber hinwegsetzen, würde die Firma in Annes Besitz übergehen.

## Figuren

### Hauptrollen
- Jane Levy als Lisa Ruiz-Donovan, Gründerin eines Biotech-Startups namens Emigen Molecular Sequencing
- Blake Jenner als Sean Donovan, Lisas Ehemann und ein ehemaliger Pitcher für die San Francisco Giants, jetzt arbeitet er als Notfallsanitäter.
- Renée Zellweger als Anne Montgomery, eine Risikokapitalgeberin, die in San Francisco lebt.
- Samantha Marie Ware als Angela Archer, Todds Ehefrau, die mit Dr. Ian Evans eine Affäre hat.
- Keith Powers als Todd Archer, Seans bester Freund seit der High School. Er arbeitet mit Sean als Notfallsanitäter.
- Juan Castano als Marcos Ruiz, Lisas Bruder und Anwalt.
- Dave Annable als Dr. Ian Evans, Chef der Chirurgie.
- Louis Herthum als Foster, Annes persönlicher Assistent.
- Saamer Usmani als Avery Watkins, der neue Betriebsleiter bei Emigen Molecular Sequencing.
- Daniella Pineda als Cassidy Barrett, Lisas beste Freundin und Finanzvorstand bei Emigen Molecular Sequencing.
- John Clarence Stewart als Lionel, Marcos Freund und ein Immobilienmakler.

## Besetzung und Synchronisation
Die deutsche Synchronisation übernahm die Berliner Synchron. Die Dialogbücher stammten von Sebastian Römer, die Dialogregie führte Karin Grüger.
| Rollenname      | Schauspieler          | Deutscher Sprecher        |
| --------------- | --------------------- | ------------------------- |
| Lisa Donovan    | Jane Levy             | Lisa May-Mitsching        |
| Anne Montgomery | Renée Zellweger       | Ranja Bonalana            |
| Marcos Ruiz     | Juan Castano          | Sebastian Christoph Jacob |
| Angela Archer   | Samantha Marie Ware   | Leonie Dubuc              |
| Sean Donovan    | Blake Jenner          | Sebastian Kluckert        |
| Todd Archer     | Keith Powers          | Jesco Wirthgen            |
| Avery Watkins   | Saamer Usmani         | Jeremias Koschorz         |
| Cassidy Barrett | Daniella Pineda       | Laura Landauer            |
| Lionel          | John Clarence Stewart | Tino Kießling             |
| Dr. Ian Evans   | Dave Annable          | Nic Romm                  |
| Foster          | Louis Herthum         | Frank Muth                |
| Franklin        | Tyler Ross            | Matthias Busch            |

## Episodenliste
| Nr. | Deutscher Titel         | Original-Titel | Regie                         | Drehbuch                         |
| --- | ----------------------- | -------------- | ----------------------------- | -------------------------------- |
| 1   | Pilot                   | Pilot          | Phillip Noyce                 | Mike Kelley                      |
| 2   | Was jetzt               | What Now       | Phillip Noyce                 | Mike Kelley                      |
| 3   | Was geschah             | What Happened  | Russell Lee Fine              | David Graziano                   |
| 4   | Was für ein Drama       | What Drama     | Jessika Borsiczky             | Robin Wasserman                  |
| 5   | Was ansteht             | What Next      | Fernando Coimbra & Jill Maxcy | Blair Singer                     |
| 6   | Was für eine Geschichte | What History   | Joanna Kerns                  | Brenna Kouf                      |
| 7   | Was für Geister         | What Ghosts    | David Rodriguez               | Elizabeth Benjamin               |
| 8   | Was für Geheimnisse     | What Secrets   | Maggie Kiley                  | Blair Singer & Mike Kelley       |
| 9   | WTF                     | WTF            | J. Miller Tobin               | David Graziano & Robin Wasserman |
| 10  | Was bleibt              | What Remains   | Randy Zisk                    | Mike Kelley                      |